# ベザーテ
ベザーテ（伊: Besate）は、イタリア共和国ロンバルディア州ミラノ県にある、人口約2,000人の基礎自治体（コムーネ）。

## 地理

### 位置・広がり

#### 隣接コムーネ
隣接するコムーネは以下の通り。括弧内のPVはパヴィーア県所属を示す。
- カゾラーテ・プリーモ (PV)
- モリモンド
- モッタ・ヴィスコンティ
- ヴィジェーヴァノ (PV)

### 地震分類
イタリアの地震リスク階級 (it) では、4 に分類される
。

## 行政

### 分離集落
ベザーテには、以下の分離集落（フラツィオーネ）がある。
- Cascina Caremma, Cascina Cantarana, Cascina Molinotto, Cascinetta, Lido, Molino Peschiera